# Francis Reginald Scott
Pour les articles homonymes, voir Scott et Francis Scott.
Francis Reginald Scott, né à Québec le 1er août 1899 et mort le 30 janvier 1985, est un poète, professeur et juriste québécois.

## Biographie
Fils du prêtre anglican Frederick George Scott et de son épouse Amy, Francis Reginald Scott naît le 1er août 1899 dans ce qui est maintenant le quartier Montcalm de Québec. Le 28 février 1928, il épouse Marian Dale, une importante artiste peintre canadienne avec qui il aura un enfant, Peter Dale Scott.
Pendant les années 1950, Scott est un adversaire actif du régime de Maurice Duplessis et combat la Loi du cadenas. Il représente aussi Frank Roncarelli dans l'affaire Roncarelli-Duplessis à la Cour suprême du Canada.

## Œuvres de poésie
- Overture – 1945
- Events and Signals – 1954
- The Eye of the Needle: Satire, Sorties, Sundries – 1957
- Signature – 1964
- Selected Poems – 1966
- Trouvailles: Poems from Prose – 1967
- The Dance is One – 1973
- The Collected Poems of F. R. Scott – 1981

## Essais
- Social Reconstruction and the B.N.A. Act – 1934
- Labour Conditions in the Men's Clothing Industry – 1935 (avec H. M. Cassidy)
- Canada Today: A Study of Her National Interests and National Policy – 1938
- Canada's Role in World Affairs – 1942
- Make This Your Canada: A Review of C.C.F. History and Policy – 1943 (avec David Lewis)
- Cooperation for What? United States and British Commonwealth – 1944
- The World War Against Poverty – 1953 (avec R. A. MacKay and A. E. Ritchie)
- What Does Labour Need in a Bill of Rights – 1959
- The Canadian Constitution and Human Rights – 1959
- Civil Liberties and Canadian Federalism – 1959
- Dialogue sur la traduction – 1970 (avec Anne Hébert)
- Essays on the Constitution: Aspects of Canadian Law and Politics – 1977
- A New Endeavour: Selected Political Essays, Letters, and Addresses – 1986

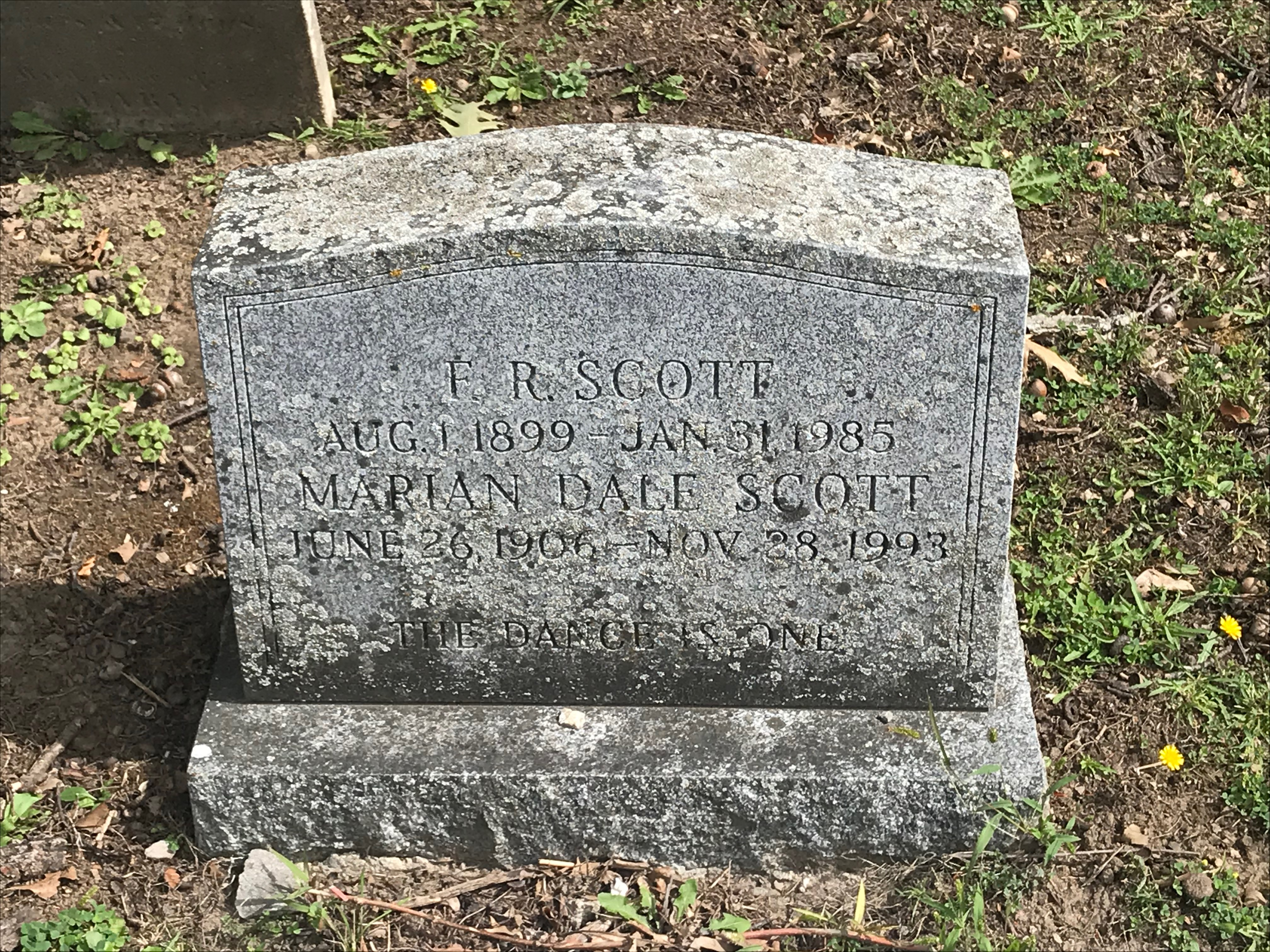
Monument funéraire de Scott, au Cimetière Mont-Royal.

## Distinctions
- 1962 - Médaille Lorne Pierce
- 1966 - Prix Molson
- 1967 - Compagnon de l'Ordre du Canada
- 1977 - Prix du Gouverneur général : études et essais de langue anglaise
- Membre de la Société royale du Canada